# Covide
Covide es una freguesia portuguesa del concelho de Terras de Bouro, con 19,87 km² de superficie y 404 habitantes (2001). Su densidad de población es de 20,3 hab/km².